# Melina Kanakaredes
Melina Eleni Kanakaredes Constantinides, görögül Μελίνα Ελένη Κανακαρίδη Κωνσταντινίδη (Akron, Ohio, 1967. április 23. –) görög származású amerikai színésznő.
Főként televíziós sorozatokból ismert: a Vezérlő fény (1991–1995) című sorozattal két alkalommal jelölték Daytime Emmy-díjra. Feltűnt a Providence (1999–2002) és CSI: New York-i helyszínelők (2004–2010) című műsorokban. 

## Fiatalkora és családja
Édesanyja, Connie Temo egy cukorkacég vezetője, édesapja, Harry Kanakaredes biztosítási ügynök. Két nővére van, Cornélia és Aretta. Melina görög származású és folyékonyan beszéli a nyelvet.
Melina a Firestone High School-ban fejezte be a középiskolát, majd az Ohio State University-re járt, zene, tánc és színművészeti szakra. Később a pittsburgh-i főiskolára, a Point Park College-ra váltott át. Közben reklámfilmekben és színházi darabokban is szerepelt. Színművészeti diplomáját 1989-ben szerezte meg. Ezután New Yorkba költözött. Több off-Broadway darabban is játszott.

## Pályafutása
1987-ben szerepelt először a Carts című rövidfilmben. 1992-ben Irna Phillips felajánlott neki egy szerepet a Vezérlő fény című szappanoperában. 1995-ig alakította Eleni Andros Coopert. 1994-ben játszott Gregory Hines Bleeding Hearts című romantikus drámájában is. 1995-ben három sorozatban is feltűnt: Fraser és a farkas, New York rendőrei és a New York News. 1996-ban az Utánunk a tűzözön című akciófilmben ő volt Mitch Henessey (Samuel L. Jackson) palifogója. Feltűnt A velencei kurtizán (1998), a Pókerarcok (1998) és a 15 perc hírnév című filmekben is.
1999 és 2002 között ő volt a Providence című romantikus sorozat főszereplője, Dr. Sydney Hansen. Az igazi ismertséget azonban a CSI: New York-i helyszínelők hozta meg számára, Stella Bonasera  szerepében. Ebben 2004-től 2010-ig alakította a nyomozónőt. Származása révén előszeretettel keresik meg a rendezők görög szereplők eljátszására. Ilyen volt Pallasz Athéné alakja a Villámtolvaj – Percy Jackson és az olimposziak (2010) című filmben. 2018–2019-ben A Rezidens című sorozatban is több alkalommal játszott.

## Magánélete
1992-ben házasodtak össze Peter Constantinidesszel. Két gyermekük született, Zoe (2000) és Karina Eleni (2003).

## Filmográfia

### Film
| Év   | Magyar cím                                     | Eredeti cím                                        | Szerep            | Magyar hang         |
| ---- | ---------------------------------------------- | -------------------------------------------------- | ----------------- | ------------------- |
| 1987 |                                                | Carts                                              | ismeretlen szerep |                     |
| 1994 |                                                | Bleeding Hearts                                    | Daphne            |                     |
| 1996 | Utánunk a tűzözön                              | The Long Kiss Goodnight                            | Trina 'Trin'      | Makay Andrea        |
| 1998 | A velencei kurtizán                            | Dangerous Beauty                                   | Livia             |                     |
| 1998 | Pókerarcok                                     | Rounders                                           | Barbara           | Kiss Virág Magdolna |
| 1998 | Pókerarcok                                     | Rounders                                           | Barbara           | Ősi Ildikó          |
| 2001 | 15 perc hírnév                                 | 15 Minutes                                         | Nicolette Karas   | Tóth Enikő          |
| 2010 | Villámtolvaj – Percy Jackson és az olimposziak | Percy Jackson & the Olympians: The Lightning Thief | Pallasz Athéné    | Tóth Enikő          |
| 2013 | Csapda                                         | Snitch                                             | Sylvie Collins    | Ősi Ildikó          |

### Televízió
| Év        | Magyar cím                   | Eredeti cím   | Szerep                           | Megjegyzések                                      |
| --------- | ---------------------------- | ------------- | -------------------------------- | ------------------------------------------------- |
| 1991–1995 | Vezérlő fény                 | Guiding Light | Eleni Andros Cooper              | főszereplő                                        |
| 1995      | Fraser és a farkas           | Due South     | Victoria Metcalf                 | 3 epizód                                          |
| 1995      |                              | New York News | Angela Villanova                 | 13 epizód                                         |
| 1995      | New York rendőrei            | NYPD Blue     | Benita Alden                     | 5 epizód                                          |
| 1997      |                              | Leaving L.A.  | Libby Galante                    | 6 epizód                                          |
| 1997      | Ügyvédek                     | The Practice  | Andrea Wexler                    | 2 epizód                                          |
| 1998      | Oz                           | Oz            | Marilyn Crenshaw                 | 1 epizód                                          |
| 1998      |                              | Saint Maybe   | Rita                             | tévéfilm                                          |
| 1999–2002 | Providence                   | Providence    | Dr. Sydney Hansen                | főszereplő                                        |
| 2004      | CSI: Miami helyszínelők      | CSI: Miami    | Stella Bonasera nyomozó          | 1 epizód                                          |
| 2004–2010 | CSI: New York-i helyszínelők | CSI: NY       | Stella Bonasera nyomozó          | főszereplő                                        |
| 2005      |                              | Into the Fire | Catrina / Sabrina Hampton        | tévéfilm                                          |
| 2015      | Hawaii Five-0                | Hawaii Five-0 | Kathy Millwood különleges ügynök | 1 epizód                                          |
| 2015      | A létezés határa             | Extant        | Dorothy Richter                  | 5 epizód                                          |
| 2016      |                              | Notorious     | Dana Hartman                     | 3 epizód                                          |
| 2018      | A Rezidens                   | The Resident  | Dr. Lane Hunter                  | - főszereplő (1. évad) - vendégszereplő (2. évad) |
| 2020      | Zeusz vére                   | Blood of Zeus | Ariana                           | Netflix sorozat (2 epizód)                        |
| 2023      | Milliárdok nyomában          | Billions      | Nancy Dunlop                     | 3 epizód                                          |
| 2025      | NCIS                         | NCIS          | Eleni Kostakis                   | 1 epizód                                          |